# Sic Oro (Monarquia Lusitana)
Sic Oro, Oro, ou Sicoro, é uma figura lendária, que sucedeu a seu pai Atlante Italo no reinado ibérico, fazendo parte da lista de reis mencionados por vários autores portugueses e espanhóis, por exemplo, Florián de Ocampo ou Bernardo de Brito.[carece de fontes?]

## Monarchia Lusytana (de Bernardo Brito)
Bernardo de Brito refere na Monarchia Lusytana que Sic Oro governou a península ibérica durante 45 anos. Segundo Brito, a partícula "sic" era epíteto de excelência, e o seu nome seria apenas "Oro". Referindo que o nome antigo do Rio Segre seria Sicoris, Brito não deixa de lembrar a associação.
É mencionado na Monarchia Lusytana no Capítulo 14:

Do tempo em que reinaram em Lusitânia Sic Oro, filho de Atlante Italo, e seu neto Sic Ano, com algumas coisas particulares que no seu tempo sucederam